# 아사히 헤이고

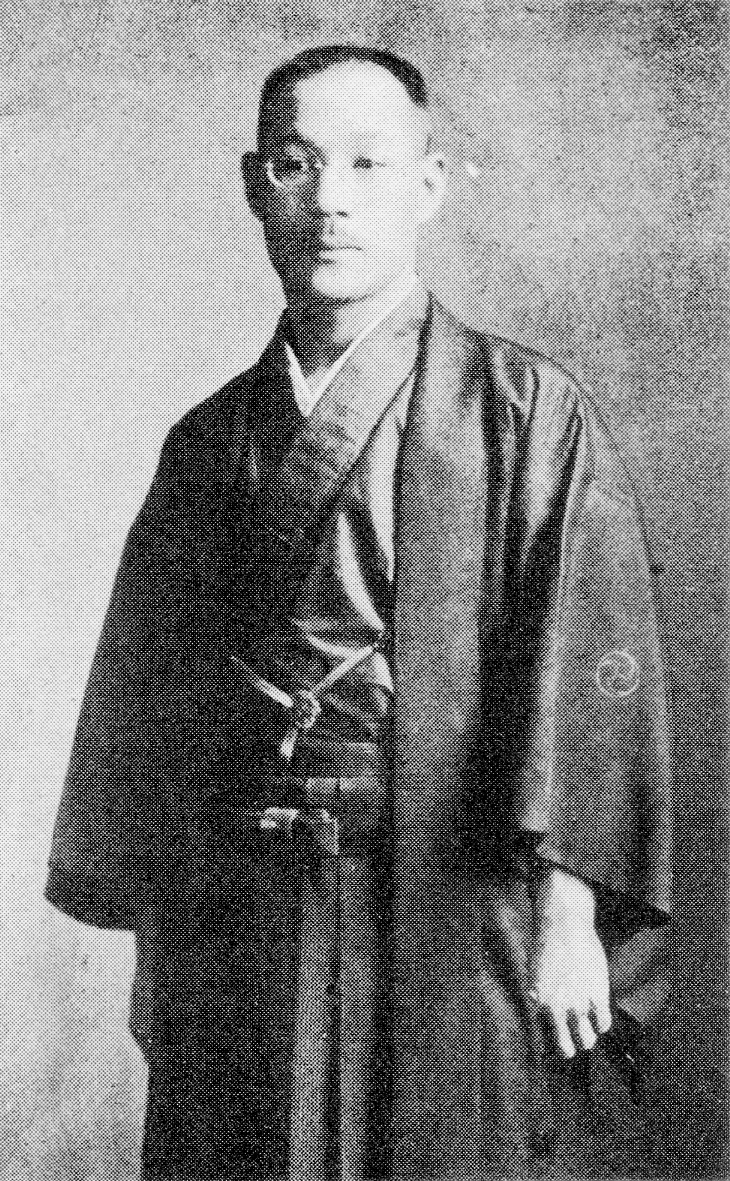

아사히 헤이고(일본어: 朝日 平吾: 1890년(메이지 23년) 7월 26일-1921년(다이쇼 10년) 9월 28일)는 일본의 테러리스트다. 야스다 재벌 총수 야스다 젠지로를 암살한 범인이다.
1890년(메이지 23년) 7월 26일 사가현 후지츠군 우레시노촌 후도산(不動山)에서 태어났다. 이후 나가사키현 사세보시로 이주. 부친은 우레시노에서 밀랍가게 등을 운영한 뒤 사세보에서 사업이 성공하여 시의원까지 지낸 인물로, 집은 부유했다. 현지의 소학교를 졸업하고 중학교에 진학할 무렵 계모에 대한 불만으로 가출하고 부친의 용돈에 의존하는 방탕한 생활을 보냈다. 1910년(메이지 43년) 사가현의 제18사단 보병 제55연대 제6중대에 입대, 1914년 제1차 세계대전 때 위생병으로 산둥반도에 종군했다. 이 때 공을 세워 훈8등 욱일장을 수훈했다. 군을 제대한 뒤 도쿄에서 살다가, 마적 우스키 마스조와 알게 되어 1916년(다이쇼 5년) 만주로 건너갔다. 그러나 현지 마적떼와의 연대가 잘 되지 않아 중국 동북지방과 한반도를 전전하는 대륙낭인이 되었다. 조선과 만주에서 불량한 소행이 거듭되어 봉천 총영사에게 퇴거 명령을 받는다.
1919년(다이쇼 8년) 실의를 안고 귀국. 본사에서 가업을 돕고 주식이나 현물에 눈을 돌리기도 했지만 모두 잘 되지 않았다. 이후 상경하여 규슈청년당 간사장 후쿠다 텐포의 심부름꾼으로 시작하여 응원연설이나 잡지 『재계일본』 주간을 맡는 등 정치운동을 시작했다. 전 육군대장 오사코 나오미치, 현양사 수괴 토야마 미츠루의 소개장을 받아 일련종 묘만사의 혼다 닛쇼에게 입교를 부탁했지만 거절당했다. 그래서 친구 오쿠노(奥野 貫)와 함께 시즈오카의 일련종 다이세키사에 입교했다. 1920년 말 다시 상경, 봉천 시절에 알게 된 정치인 오오우치 쵸조를 찾아가 무슨 신도회에 들어가 일본과 조선의 융합을 추구하는 포교사가 되고 싶다며 소개장을 받았다. 하지만 거기에는 가지 않고 대신 이시카와의 미야이 쇼지로(宮井 鐘次郎)가 운영하는 타츠오후치 구락부 신풍회(유도 도장)에 가서 그 기관지인 『충애신문』 편집을 2개월 정도 도왔다. 그 뒤 도시노동자용 숙소인 노동호텔 건설 의향서를 가지고 시부사와 에이이치, 오쿠라 기하치로 등 부유한 저명인사들에게 기부금을 모았다. 이후 평민청년당, 신주의단 등 조직을 세우려 했으나 모두 좌절하고, 전전하는 곳마다 충돌을 일으키는 일상이 반복되며 사회에 대한 불만이 더해져갔다.
1921년(다이쇼 10년), 마지막 사업으로 결심하고 빈민구제사업에 나섰다. 시부사와의 사무소에 사업 설립을 위한 기부금을 요구했다가 거절당하자 할복자살할 것이라고 위협해 기부금 100엔을 받아냈다. 하지만 이 사업도 좌절했다. 그 전해 3월의 전후공황으로 아사히는 주식에서 큰 손해를 보았는데, 야스다 재벌 총수 야스다 젠지로는 매점을 하여 감쪽같이 2,000만 엔을 이익 보았다는 이야기를 들었다. 이것이 야스다 암살을 도모하는 계기가 되었다. 9월 27일, 야스다 젠지로가 사는 가나가와현 오이소정 지키타하마 496번지의 별장 수악암(寿楽庵)에 찾아가 변호사 카자마 리키에를 사칭하고 노동호텔 건설에 대해 담합하고 싶다고 제안했지만 면회를 거절당했다. 다음날인 9월 28일, 문간에서 4시간 정도 버틴 끝에 면회가 허용되었다. 그리고 그 날 9시 20분쯤 다다미 12장짜리 응접실에서 소지하고 있던 칼날 길이 8치(약 24 cm)의 단도로 야스다 젠지로를 살해했다. 가정부가 경찰에 신고하는 동안 아사히는 그 자리에서 소지하고 있는 면도칼로 자기 목을 베어 자살했다. 향년 31세, 평생 독신이었다.
아사히는 범행 직전 투숙했던 여관 여주인과 사가현의 아버지에게 보내는 사과의 편지들, 또한 야스다 살해의 정당성을 밝히는 참간장(斬奸状), 우치다 료헤이와 기타 잇키 앞으로 쓴 유언장들을 품에 지니고 있었다. 참간장의 내용은 다음과 같았다.
| “ | 간악한 부자 야스다 젠지로, 거부를 일구고도 부호의 책임을 다하지 않았다. 국가사회를 무시하고 탐욕비인(貪欲卑吝)하여 민중의 원부(怨府)라 할지니, 그의 완미(頑迷)를 어엿비 여겨 불심자언(仏心慈言)으로 훈계하였으나 개오(改悟)하지 않는도다. 이에 천주를 가하여 세상의 경계로 삼겠다. 奸富安田善次郎巨富ヲ作スト雖モ富豪ノ責任ヲ果サズ。国家社会ヲ無視シ、貪欲卑吝ニシテ民衆ノ怨府タルヤ久シ、予其ノ頑迷ヲ愍ミ仏心慈言ヲ以テ訓フルト雖モ改悟セズ。由テ天誅ヲ加ヘ世ノ警メト為ス | ” |

아사히의 장례식에는 전국의 노동조합과 지지자들이 야스다 젠지로의 장례식에 뒤지지 않는 장례식을 하자고 모여들어 매우 성대한 것이 되었다. 당시 언론은 모두 아사히가 자살로써 사심없는 진정성을 증명했다며 영웅시했다. 이 사건 37일 뒤에는 하라 타카시 암살사건이 일어났다. 아사히가 목을 베어 자살하면서 그 피가 치솟아 입고 있던 옷에 묻었는데, 이 피 묻은 옷은 흘러흘러 기타 잇키의 손에 들어갔다. 기타는 이 옷을 도구로 하수인 시미즈 코노스케를 시켜 재벌들에게 공갈하여 돈을 갈취했다.